# Внешнеторговый агент
Внешнеторговый агент — одна из разновидностей торгово-посреднических фирм, осуществляющих деятельность в сфере международной торговли товарами и услугами.

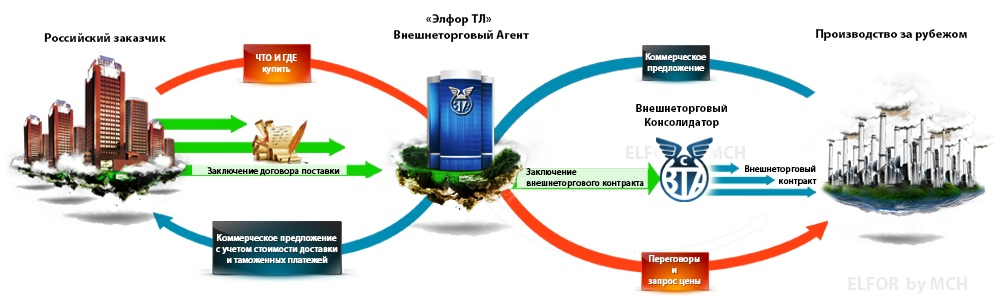
Первый этап — проведение переговоров и заключение договоров.

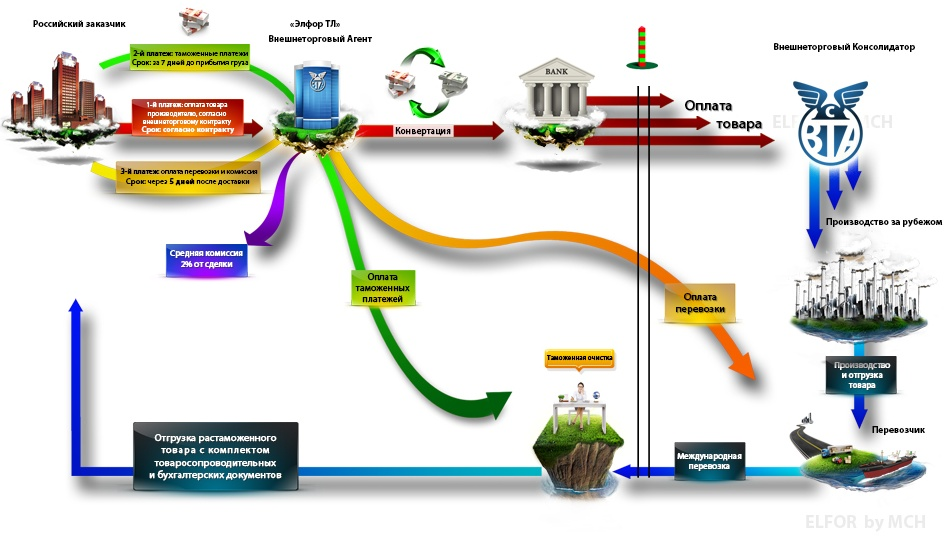
Второй этап — реализация сделки.

## Торгово-посреднические фирмы
К торгово-посредническим фирмам относятся фирмы в юридическом и хозяйственном отношении независимые от производителя и потребителя товаров или услуг. Внешнеторговые агенты осуществляют свою деятельность от своего имени, но по поручению и за счет конечного покупателя или производителя товаров. Вознаграждением торгового посредника является согласованный размер процентов с суммы реализованного товара или услуги.
Внешнеторговый агент оказывает услуги, связанные c международной куплей-продажей товаров, включая поиск производителей товаров, подготовкой и заключением внешнеторгового контракта, осуществлением валютных операций, реализацией внешнеторговой сделки, продажей товаров на внутреннем рынке. Как правило, Внешнеторговые агенты предоставляют своим клиентам полный комплекс логистических услуг. При участии торговых посредников в настоящее время осуществляется 75—80 % мирового оборота товаров и услуг.
На рисунках справа представлена одна из моделей внешнеторгового посредничества, которая широко используется на рынке международной торговли.

## Преимущества использования Внешнеторгового агента
Использование услуг Внешнеторгового агента в международной торговле позволяет, по сравнению с прямыми экспортно-импортными операциями, получить ряд преимуществ:
- уменьшить количество оформляемых транспортных, таможенных и складских документов;
- снизить время оформления и переоформления документов;
- получить более низкие тарифы на перевозку за счет консолидации грузов;
- снизить затраты на услуги по таможенному оформлению грузов;
- уменьшить затраты на содержание собственного отдела логистики;
- исключить необходимость общения с государственными контролирующими органами;
- исключить необходимость оформления внешнеторговых документов силами Заказчика;
- производить расчеты между Заказчиком и Внешнеторговым агентом в рублях;
- снизить величину транспортной составляющей в конечной стоимости товара;
- снизить финансовые и транспортные риски;
- снизить величину транспортной составляющей в конечной стоимости товара;
- снизить финансовые и транспортные риски;
- экономия экспортера на создании собственной сбытовой сети в стране импортера, поскольку её имеет торгово-посредническая фирма;
- избавление экспортера от решения задач, связанных с реализацией товаров;
- сокращение сроков поставки, повышение оперативности сбыта, в частности, путём организации за рубежом консигнационных складов;
- снижение издержек обращения при массовых поставках однотипных товаров.

## Недостатки, возникающие при работе через Внешнеторговых агентов
- Высокая зависимость бизнеса от одной компании;
- риск утечки конфиденциальной информации, являющейся коммерческой тайной компании;
- отсутствие возможности принимать товар у производителя по качеству, так как Внешнеторговый агент не может иметь специалистов во всех областях производства промышленных и потребительских товаров.